# Lidské tetris
Lidské tetris (japonsky 脳カベ Nōkabe, stěna mozku) je součástí japonské show Tonneruzu no Minasan no Okage deshita (とんねるずのみなさんのおかげでした, doslova "Tunely' 'Díky všem'"). Show začala v Japonsku na síti Fuji TV a byla poprvé odvysílána 27. července 2006. Video klipy ze show se však dostaly webové služby pro sdílení videí a obletěly svět. Následně tento koncept adoptovaly televizní stanice v desítkách zemí. Mimo Japonsko je tato soutěž známá jako Human Tetris (lidské tetris) nebo Hole in the Wall (díra ve stěně), protože pravidla připomínají počítačovou hru Tetris a navíc se používá lidské tělo.